# Littoral (film)
Pour les articles homonymes, voir Littoral (homonymie).
Pour plus de détails, voir Fiche technique et Distribution.
Littoral est un film franco-québécois écrit et réalisé par Wajdi Mouawad, sorti en 2004. Il s'agit d'une adaptation par l'auteur de sa pièce éponyme.

## Synopsis
Quand son père meurt de froid dans un parc de Montréal, Wahab décide d'aller enterrer sa dépouille dans son Liban natal.

## Fiche technique
- Titre original : Littoral
- Titre anglais Tideline
- Réalisation : Wajdi Mouawad
- Scénario : Wajdi Mouawad, Pascal Sanchez
- Musique : Mathieu Farhoud-Dionne et Amon Tobin
- Photographie : Romain Winding
- Montage : Yvann Thibaudeau
- Direction artistique : Mario Hervieux et Don McEwen
- Costumes : Denis Sperdouklis
- Maquillages : Marie-Angèle Protat
- Pays d'origine :  Canada ( Québec),  France
- Producteurs : Brigitte Germain, Pascal Judelewicz
- Sociétés de production : EGM Productions (Montréal), Les Films de Cinéma (France)
- Sociétés de distribution : TVA Films (Canada)
- Langues : français, arabe
- Format : 35 mm — couleur — 1.78:1 — son monophonique
- Genre : drame
- Durée : 96 minutes
- Dates de sortie : 
  -  Canada : 13 septembre 2004
  -  France : 26 novembre 2004

## Distribution
- Steve Laplante : Wahab
- Gilles Renaud : le père
- Isabelle Leblanc : Layal
- Miro Lacasse : Massi
- David Boutin : Sabbé
- Pascal Contamine : Amé
- Abla Farhoud : Tante Renée